# Металокаліпсис
Металокаліпсис — американський анімаційний телесеріал для дорослих, створений Брендоном Смоллом і Томмі Блачею, прем'єра якого відбулася 6 серпня 2006 року. Продовженням серіалу є повнометражний спец-випуск Metalocalypse: The Doomstar Requiem, що вийшов 27 жовтня 2013 року на Adult Swim. Серіал розповідає про найуспішніший у світі мелодійній дет-метал-гурт Dethklok і часто зображує темні і жахливі сцени, насильство, смерть та висвітлення недоліків слави, з гіперболічним чорним гумором. Шоу є пародією і одночасно пастишем хеві-метал культури .
Брендон Смол є автором ідеї серіалу, а також музики, що присутня в більшості епізодах як твори гурту Dethklok. Анімація часто точно відповідає музиці з детально показаними положеннями акордів і аплікатурою гітарних партій. Шоу було скасовано в 2013 році. 2021 року Adult Swim оголосив, що новий фільм-продовження вийде у форматі direct-to-video, тобто, без показу на телебаченні.

## Сюжет
У серіалі Dethklok — це дет-метал-гурт, який користується неможливим рівнем популярності, і до кінця другого сезону стає сьомою економікою за розміром на Землі. Автор серіалу Смолл описав їх як «Бітлз, лише в тисячу разів небезпечніших і в мільярд разів дурніших».
Вигаданими учасниками групи є Нейтан Експложн, Сквісгаар Сквіґельф, Піклз, Вільям Мердерфейс і Токі Вортуз. Їх менеджером є Чарльз Фостер Оффденсен .
Якщо Dethklok підписує рекламний контракт на продукт або послугу, конкуренти швидко виходять з бізнесу. Організації в усьому світі, починаючи від урядів і закінчуючи бізнесом, докладають усіх зусиль, щоб не перешкоджати Dethklok. Гурту дозволено підтримувати власну поліцію та коїти будь-які злочини практично без наслідків, хоча вони не рідко навіть не помічають своїх правопорушень.
Учасники Dethklok, як правило, влаштовують катастрофу, куди б вони не подорожували. Все, що віддалено пов'язане з ними, також призводить до хаосу. Концерти Dethklok такі небезпечні, що відвідувачі змушені підписувати документ «про усвідомлення небезпеки» на вході, що звільняє гурт від юридичної відповідальності у випадку, якщо відвідувачі будуть убиті або покалічені. Гурт грубо нехтує безпекою своїх шанувальників, як показано в першому епізоді, де вони обливають відвідувачів концерту гарячою кавою.
Вразливі фанати зроблять для популярного гурту все, навіть якщо це означає для них смерть. В епізоді «Dethgov» шанувальники Dethklok лінчують губернатора Флориди після того, як він відмовляється встановити свято для соліста Нейтана Експложена. Потім його обирають губернатором з великим відривом від інших кандидатів, попри те, що Нейтан не цікавився роботою і дозволив решті учасників Dethklok розгромити штат.
Надприродна популярність гурту та їхня руйнівна діялність привернули увагу організації подібної до ілюмінатів, відомої як Трибунал, яка займається моніторингом діяльності та планів Dethklok. Як правило, епізоди показують спроби Трибуналу зберегти й увічнити громадське невігластво та нестримне споживання, коли витівки Dethklok ненавмисно загрожують порушити статус-кво (поточний стан речей). Трибунал, який очолює таємничим персонаж на ім'я «пан Салація», вважає, що незвичайні здібності Dethklok є результатом стародавнього шумерського пророцтва про « Апокаліпсис металу». Генерал Крозьє, військовий лідер організації бажає або смерті членів гурту, або розпуску самого гурту. Однак, пан Салація постійно відмовляє його. У більшості епізодів Трибунал намагається приховано перешкодити групі, викликаючи різних «фахівців», таких як «військові виробники фармацевтичних психотропних препаратів», «експерти з депресії знаменитостей» або різні скомпрометовані законом персонажі, які намагаються проникнути в гурт.

## Створення
Шоу Брендона Смолла «Домашні фільми» завершилося в 2004 році, що дозволило Смоллу проводити час із другом-письменником Томмі Блачою. Вони прийшли до ідеї метал-шоу приблизно в той час, коли обидва намагалися запропонувати для різних каналів нову передачу. Ось як у них виникла ідея створити шоу про метал-гурт, який був набагато популярнішим, ніж The Beatles. Вони придумали сюжет, написали пісню для головної теми і попросили друга Джона Шнеппа розробити персонажів. Спочатку серіал називався Deathclock, але назва не могла використовуватися через наявну торгову марку. Потім серіал та гурт були перейменовані в Dethklok. Потім назву серіалу було розширено на Dethklok Metalocalypse, хоча головна група все ще зберегла назву Dethklok. Нарешті назву було скорочено до Metalocalypse, оскільки повна назва шоу була надто складною. Вони розбили шоу на Adult Swim та отримали контракт на 20-епізодів у 2005 році.
При створенні серіалу, Смол звернув увагу на бюджет анімаційного серіалу Том йде до мера (Tom Goes to the Mayor), який він вважав найдешевшим шоу на той час на Adult Swim. Запитавши авторів з дуету коміків, Тіма та Еріка, які продюсували шоу, Смолл виявив, що їхній бюджет становив 110 000 доларів на епізод. Потім Смол пішов до студії Titmouse і запитав, чи можуть вони зробити Metalocalypse менш ніж за 110 000 доларів за епізод, зберігаючи бачення серіала. У Titmouse відповіли, що вони можуть зробити це за 109 099 доларів за епізод у середньому за весь сезон.

## Історія трансляції
Перший сезон шоу складається з 20 11-хвилинних епізодів, прем'єра першого з яких відбулася на каналі Adult Swim по системі відео на вимогу 4 серпня 2006 року, а наступної неділі — в ефірі каналу Adult Swim. Серіал «Металокаліпсис» був продовжений на другий сезон, що складався з 19 епізодів, які почали виходити в ефір 23 вересня 2007 року, за два дні до випуску компакт-диска «The Dethalbum». Другий сезон також представив оновлену версію вступної теми серіалу (офіційна назва «Deththeme»), яка була перезаписана для музичного альбому The Dethalbum. Прем'єра «Металокаліпсису» була найвизначнішим шоу у своєму часовому інтервалі серед чоловіків у віці 18–34 років і здобула найкращі прем'єрні покази та рейтинги в мережі в 2006 році. Серед найкращих основних кабельних програм тижня з підтримкою реклами Metalocalypse посів 12-те місце серед чоловіків 18–34 і 6 серед чоловіків 18–24 років. Прем'єра серіалу посіла 30-е місце за тиждень серед дорослих у віці 18–34 років.
На Comic Con у Сан-Дієго у 2008, Томмі Блача підтвердив, що шоу буде продовжена до третього сезону, прем'єра якого відбулася 8 листопада 2009 року Епізоди третього сезону тривають 21 хвилину (30 хвилин, включно з рекламою).
Четвертий сезон повернувся до початкової тривалості 11 хвилин. Його прем'єра відбулася 29 квітня 2012 року. Новий сезон складалався з 12 серій.
У 2013 році актор Марк Хемілл заявив, що зараз йде виробництво п'ятого сезону шоу. Пізніше Брендон Смол спростував таку заяву та заявив, що наступний сезон ще не вийшов у виробництво.
10-го травня 2013 року Брендон Смолл та Adult Swim оголосили, що готується одногодинна рок-опера Metalocalypse: The Doomstar Requiem. Цей випуск вийшов в ефір 27 жовтня 2013 року.
У квітні 2014 року Брендон Смол в своєму інтерв'ю на подкасті у Стіва Ейджі, що звется Steve Agee: Uhhh Podcast, заявив, що п'ятий і останній сезон знаходиться на стадії підготовки до виробництва і що він чекає на фінансування від Adult Swim. З тих пір Смолл заявляв, що шукає інші способи завершення шоу, як, наприклад, спец-випуск або повнометражний фільм.

### Скасування
У березні 2015 року Брендон Смол опублікував заяву, в якій сказав, що звернувся до Adult Swim з ідеєю зробити фінал як «великий міні-серіал», але канал відмовив йому. Пізніше виявилося, що Металокаліпсис було скасовано; однак Смолл написав у Твіттері, що у нього є плани «працювати над останньою історією та музикою, але не так, як звикли шанувальники».
У жовтні 2015 року Смол оголосив про соціальну кампанію довжиною в місяц під назвою «Metalocalypse Now», щоб шанувальники шоу зв'язалися з Hulu та Adult Swim, щоб переконати їх спільно профінансувати фінал серіалу Металокаліпсис під назвою: Metalocalypse: The Army of Doomstar — The Final Chapter. В результаті кампанії фінансові спонсори виступили за фінансування останнього сезону, але Adult Swim відмовився брати серіал. В травні 2016 року Смолл сказав в інтерв'ю, що він «закінчив робити записи гурту Dethklok».
У травні 2021 року було оголошено, що фільм у розробці за системою direct-to-video, а пізніше оголосили, що фільм також вийде на HBO Max.

## Актори озвучування і персонажі

### Головний акторський склад
- Брендон Смолл — Нейтан Експложн, Сквісгаар Сквігельф, Піклз Барабанщик, Чарльз Фостер Офденсен та інші.
- Томмі Блача — Токі Вартуз, Вільям Мердерфейс, Доктор Роксо та інші.
- Марк Гемілл — Сенатор Стемпінгстон, Пан Салація, Жан-П'єр, Рой Корнікельсон, ведучий новин та інші.
- Віктор Брандт[en] — Генерал Крозьє, Кардинал Рейвенвуд, ведучий новин та інші.
- Малкольм Макдавелл — Ватер Орлааг, ведучий новин, та інші.

### Запрошені зірки

#### Музиканти
| - Майкл Амотт - Asesino - Джек Блек - Річард Крісті - Бранн Дейлор - Уоррел Дейн - Exodus - Джордж «Корпсегриндер» Фішер - Ейс Фрейлі - Марті Фрідман - Біллі Гіббонс | - Ангела Госов - Дейв Грол - Кірк Гемметт - Джеймс Гетфілд - Брент Хайндс - Джин Хоглан - Скотт Ян - Ihsahn - Арве Ісдал - Майк Кенілі - King Diamond | - Грутле Кьеллсон - Гербранд Ларсен - Джефф Луміс - Марко Міннеманн - Майк Паттон - Метт Пайк - Кулачкові труби - Samoth - Трой Сандерс - Джо Сатріані - Бен Шеферд | - Сіленоз - Слеш - Стів Сміт - Кім Таїл - Трім Торсон - Девін Таунсенд - Стів Вай - ICS Vortex - Двезіл Заппа - Крістіна Скаббіа |

#### Інші запрошені зірки
Окрім наведених вище метал та рок-музикантів, інші знаменитості також брали участь у цьому шоу, зокрема:
| - Саманта Еггар - Кріс Еліот - Джанеан Гарофало - Джон Гемм - Пет Хілі | - Вернер Герцог - Френкі Інграсія - Марк Марон - Крістофер Маккаллок - Байрон Міннс | - Ларейн Ньюман - Петтон Освальт - Доктор Дрю Пінський - Браян Позен - Енді Ріхтер | - Лора Сільверман - Ембер Темблін - Джеймс Урбаняк - Емілі Отем - Рая Ярбро |

## Епізоди
| Сезон                | Епізоди              | Оригінальний показ в США | Оригінальний показ в США |
| Сезон                | Епізоди              | Перший показ             | Останній показ           |
| -------------------- | -------------------- | ------------------------ | ------------------------ |
| 1                    | 20                   | 6 серпня 2006 року       | 17 грудня 2006 року      |
| 2                    | 19                   | 23 вересня 2007 року     | 7 вересня 2008 року      |
| 3                    | 10                   | 8 листопада 2009 року    | 24 жовтня 2010 року      |
| 4                    | 12                   | 29 квітня 2012 року      | 15 липня 2012 року       |
| The Doomstar Requiem | The Doomstar Requiem | 27 жовтня 2013 року      | 27 жовтня 2013 року      |

## Міжнародне мовлення
У Канаді Металокаліпсис раніше транслювався на телевізійному блоці Teletoon at Night а пізніше в блоці Adult Digital Distraction від G4. Зараз серіал транслюється в канадській версії Adult Swim.

## Музика
У серіалі звучить музика, що написав Брендон Смол під назвою гурту Dethklok. Ці пісні часто у лунають в епізаді випадково, а іноді відповідають сюжету, в якому вони лунають. Вийшло три альбоми, що містять повні пісні з серіалу. 2007 року вийшов мініальбом під назвою Adult Swim Presents: …And You Will Know Us by the Trail of Dead та Dethklok у турі.

### The Dethalbum
The Dethalbum вийшов 25 вересня 2007 року у стандартному та делюкс виданні. Альбом є поєднанням повних треків із серіалу та абсолютно нових пісень. Альбом дебютував на 21 місці в чарті Billboard 200, продавши майже 34 000 копій за перший тиждень. Dethalbum також транслювався 45 000 разів у прямому ефірі на AOL Music протягом тижня після виходу.

### Dethalbum II
Dethalbum II вийшов 29 вересня 2009 року у стандартному і в делюкс виданні. До альбому увійшло багато пісень з другого сезону серіалу і нових пісень. Делюкс версія включає DVD, що містить музичні відео на всі треки, відтворені під час туру Dethklok 2008 року з Soilent Green та Chimaira .

### Dethalbum III
Dethalbum III вийшов 16 жовтня 2012 року. Музикантами булиБрендон Смолл, Джин Гоґлан та Браян Беллер. Ульріх Вайлд був співпродюсером і та звукорежисером альбому.

### The Doomstar Requiem
The Doomstar Requiem вийшов 29 жовтня 2013 року. Це альбом саундтреків до спеціального випуску серіалу Металокаліпсис Metalocalypse: The Doomstar Requiem. Виконавці альбому: Брендон Смол, Браян Беллер, Джин Гоґлан, оркестр із 50 учасників і, вперше при записі альбому Dethklok, концертний гітарист Dethklok Майк Кенілі. Серіал був доступний для трансляції на вимогу на Hulu Plus в рамках угоди з Hulu і Turner Broadcasting.

## Ендорсмент
Dethklok, гурт із серіалу, має рекламні контракти з декількома реальними музичними продуктами, включно з продукцією Marshall Amplification, гітари Gibson, звукознімачі EMG, David Eden Amplification, Universal Audio, M-Audio, Dunlop Manufacturing/MXR і Line 6.
Спочатку Брендон Смолл і Dethklok уклали угоду з Krank Amplification, а пізніше, у 2009 році, з Marshall.
Згідно з офіційним аккаунтом Dethklok у соц.мережі MySpace, Gibson Guitar Corporation також планувала створити фірмову гітару Dethklok. Під час конференції NAMM 2008 року для кількох обраних було представлено спеціальне видання Epiphone Explorer. Можна побачити в Інтернеті фотографії творця шоу Брендона Смолла, який тримає цю гітару. Пізніше Смол підтвердив, що Gibson, а не Epiphone, випустить Dethklok Explorer. Компанія Gibson випустила гітару Dethklok Explorer під назвою «Thunderhorse» ; Пізніше вона стала головною гітарою Сквісгаара у серіалі. У травні 2012 року Брендон Смолл показав прототип нової гітари Brendon Small «Snow Falcon» Flying V, тепер вона є основною гітарою Токі Вортуза. Гітара випустила в грудні 2013 року фірма Gibson. У грудні 2016 року вийшла версія від Epiphone.
На щорічній конференції NAMM (National Association of Music Merchants) у 2013 Брендон Смолл розповів, що версія Dethklok «Thunderhorse» Explorer від Epiphone знаходиться в розробці. Вона вийшла у квітні 2013 року під назвою Brendon Small «Thunderhorse» Explorer.
25 жовтня 2014 року Брендон Смол представив прототип Gibson Dethklok «Snow Horse» Explorer, сріблястого Gibson Explorer, створеного за моделлю однієї з гітар Сквісгаара.
У 2007 році Shocker Toys випустила обмежену серію статуеток Вільяма Мердерфейса та Нейтана Експложена. У 2008 і в 2009 Shocker Toys виготовили набір вінілових фігурок обмеженою серією всіх 5 учасників гурту. Kid Robot виготовил нерухливі фігурки Мердерфейса і Токі як частину лінійки міні-фігур Adult Swim. На Comic Con в Сан-Дієго 2009 року Shocker Toys випустила ексклюзивну обмежену серію Dr. Rockso Mallow.
Пісня «Thunderhorse» представлена в грі Guitar Hero II від Harmonix і RedOctane як бонусна пісня. На початку 2010 року Adult Swim виклали на свій вебсайт фонтан «Dethklok Fountain» за 40 000 доларів. У січні 2010 року «Laser Canon Deth Sentence» стала піснею, яку можна завантажити для Guitar Hero 5. А пісня «Bloodlines» входить в основний сет-лист Guitar Hero: Warriors of Rock .
Dethklok фігурували у відео Soundgarden на пісню «Black Rain», режисером якого був Брендон Смолл. Тур Dethklok 2009 року з Mastodon був спонсорований розробниками гри Brütal Legend, а пісня «Murmaider» була представлена в грі. Пісня «The Cyborg Slayers» була включена в саундтрек до гри Saints Row: The Third.
Для всіх трьох альбомів Dethklok є збірки табулатур для гітар. Їх надрукували у Alfred Publishing. Видавництво Alfred Publishing також випустило антологію табулатур для бас-гітари з перших двох альбомів. Згодом друк цих збірок призвів до видалення всіх табулатур Dethklok з таких вебсайтів, як Ultimate Guitar.
17 серпня 2012 року в ефірі Adult Swim вийшов двохвилинний короткометражний анімаційний ролик за участю Dethklok і головного героя гри Darksiders II на ім'я Смерть.
25 вересня 2013 року на Fantastic Fest відбулася прем'єра короткометражного анімаційного короткометражного фільму за участю Dethklok під назвою «'tallica Parking Lot» (відсилка на документальний фільм Heavy Metal Parking Lot).
28 квітня 2015 року пісні Dethklok «Awaken», «Go Into the Water» та «Thunderhorse» стали доступними для завантаження у відеогрі Rocksmith 2014 у рамках додатку до гри «Dethklok 3-Song Pack».

## Тури
Dethklok має концертний гурт для гастролей, хоча справжніх аналогів персонажам серіалу немає. До складу гурту входять співавтор шоу, вокаліст/гітарист Брендон Смолл, який пише та виконує більшість музики у серіалі, а також барабанщик Джин Гоґлан, басист Браян Беллер і другий гітарист Майк Кенілі .

## Релізи для домашнього перегляду
Серіал також доступний на HBO Max з 27 травня 2020 року.
У 2009 році Британський сайт Adult Swim випустив дві флеш-ігри під назвою Deth Toll і Deth Toll II. Ігри подібні до Guitar Hero або Rock Band. Єдина різниця — це наявність пісень Dethklok.
Відеогра Metalocalypse: Dethgame, заснована на серіалі, була представлена на Comic-Con в Сан-Дієго в 2009 році. Гра мала бути опублікована видавцем Konami і доступна для завантаження як на PlayStation Network для PlayStation 3 і на Xbox Live Marketplace для Xbox 360. Гравці мали б грати за одного з служників-шестерней (The Gears) у резиденції Dethklok, що зветься Mordhaus. Там гравеці мали битися з фанатами-мутантами. У гра повинна була грати музика з альбомів Dethklok, однак, вона була скасована, оскільки «творчий напрямок гри не відповідав би високим стандартам… встановленим для проєкту».
Пісні Dethklok «Thunderhorse» і «Bloodlines» представлені у відеоіграх Guitar Hero II і Guitar Hero: Warriors of Rock відповідно. Крім того, пісню Dethklok «Laser Cannon Deth Sentence» у грі Warriors of Rock можна завантаження. Пісня «Murmaider» була частиною саундтреку до відеоігри Brütal Legend 2009 року.

## Комікси
23 липня 2009 року вийшов комікс Dethklok vs. The Goon (ван-шот) компанією Dark Horse Comics. Автори: Брендон Смол та Ерік Пауелл. Dethklok потрапляє у той самий всесвіт, що і Гун, який прагне їх убити.
Наступного дня Dark Horse оголосила про майбутню міні-серію коміксів Dethklok у співпраці з каналом Adult Swim, яка з'явилася наступного року.
- Dethklok #1, 6 жовтня 2010 р.[53][54] Автори: Брендон Смол, Джон Шнепп і Джеремі Барлоу. Dethklok вирішує вийти на ринок заморожених продуктів зі своїм товаром — обідами-напівфабрикатами. Після багатьох невдач гурт продає смертельно отруйну їжу для своїх шанувальників.
- Dethklok #2, 15 грудня 2010 р.[55][56] Автори: Брендон Смол, Джон Шнепп і Джеремі Барлоу. Dethklok повертається до Фінляндії, щоб вибачитися за свій останній візит, коли вони розбудили троля, в той час як культ прихильників тролів планує використати групу, щоб знову викликати апокаліпсис через тролів.
- Dethklok #3, 23 лютого 2011 р.[57][58] Автори: Брендон Смол, Джон Шнепп і Джеремі Барлоу. Dethklok будує залізничне сполучення та поїзд, щоб допомогти легенді блюзу, якого звати Джонсон Товчена Картопля, вийти з угоди з Сатаною. В цей час привид вбивці, що їде на поїзді, збирається їм завадити.

Усі чотири комікси з'явилися з варіантними обкладинки (декілька варіантів обкладинки одного видання) авторством Еріка Пауелла та Джона Шнеппа. Делюкс видання у твердій обкладинці Dethklok HC, що містило всі чотири комікси, вийшло 15 червня 2011 року.